# Megacharts
MegaCharts är den branschorganisation som tillhandahåller de officiella musiklistorna i Nederländerna, däribland Mega Top 50 och Mega Album Top 100.